# Campelo (Baião)
Campelo is een plaats (freguesia) in de Portugese gemeente Baião en telt 2 775 inwoners (2001).